# Tassilo-Preis
Der Tassilo-Preis ist ein Kulturpreis der Süddeutschen Zeitung, der alle zwei Jahre verliehen wird.

## Allgemeines
Die Preisträger des Tassilo-Kulturpreises werden von den Lesern aller Regionalausgaben im Münchener Umland seit dem Jahre 1999 vorgeschlagen und von einer Jury ausgewählt.
Dabei werden zehn Anerkennungspreise, drei Hauptpreise sowie ein Preis für Zivilcourage vergeben. Namensgeber des SZ-Preises ist der bayerische Herzog Tassilo.
Die Preise selbst zeigen auf einer vergoldeten Plakette das Bildnis des Agilolfingers, das einer Darstellung auf einer Gedenktafel an der Stiftskirche Mattsee bei Salzburg nachempfunden ist.
Die Süddeutsche Zeitung will mit dem Preis junge Künstler fördern und Kulturmacher im Münchner Umland für ihr oft langjähriges Engagement ehren.

## Preisträger
- 1999/2000: die Kleinkunstbühne Hörbacher Montagsbrettl, die Komische Gesellschaft e.V.
- 2001/2002: der Kulturverein Initiative Jugendkultur der e.V., der Männerchor Dorfen, das Klapptheater Schwabhausen, der Künstler Hans Langner, der Pianist Martin Schmitt, die Sozialpädagogin Christiane Lüst und die Bürgerinitiative "Wasser ist Leben" eV, Puchheimer Jugendkammerorchester (Leitung: Peter Michielsen)[1]
- 2003/2004: Susanne Osthoff, der Wolfratshauser Kinderchor und das Künstler- und Musikernetzwerk nfo.collective
- 2005/2006: Short Round Entertainment, Museumsschiff Tutzing
- 2007/2008: Arbeitsgruppe "Jüdische Spurensuche" aus Wolfratshausen für das Projekt "Wir lebten in einer Oase des Friedens..." – Die Geschichte einer jüdischen Mädchenschule 1926–1938, Verena Richter »Die Frau mit dem Täkst« (Hauptpreis), Matthias Helwig (Künstlerischer Leiter des Fünf Seen Filmfestivals)[2]
- 2009/2010: Jazzduo Imbrothersation – Gregor und Raphael Mayrhofer aus Wolfratshausen; Autor & Regisseur Walter Steffen für seine filmischen Liebeserklärungen an den Starnberger See
- 2010: Verein Subkultur (Fürstenfeldbruck), Thomas Pfeiffer und Martin Danes (Musikschule Ebersberg), Johannes Schickhaus (Beuerberg), Thomas Mücke (Freising), Herbert Becke (Garching), Hofkunst Loipfing, Unterbiberger Hofmusik (Unterbiberg)
- 2012: Elisabeth Carr (Starnberg), Agnes Jänsch (Dachau), Axel Tangerding, Kulturbühne Hinterhalt (Geretsried), Rockband "Blue Dolphins" (Haar), Ulli Büsel und das Jugendkammerorchester Violinissimo (Erding),[3] Verein Kunstkreis Gräfelfing, Laienschauspielverein Theaters 5 (Fürstenfeldbruck), Johannes Tonio Kreusch und Cornelius Claudio Kreusch (Ottobrunn), Bruno Schachtner, Alfred Ullrich, Dieter Faustmann und Günther Urban (Künstlervereinigung Dachau) und "Tiger Willi" alias Wilhelm Raabe (Wörthsee)
- 2014: Hedwig Gruber (Leiterin des Grafinger Jugendorchester),[4] Christian F. Benning, Musiker (Dachau), Nico Kiese, Bildhauer (Dachau), Annunciata Foresti, Malerin (Dießen), Julian Heidenreich, Musiker, Julia von Sydow (Organisatorin des Gräfelfinger Kulturfestivals), Susanne und Christoph Kessler (Icking), Ludwig Retzer (Organisator von Kunst und Kultur im Tölzer "Lust") Lebenswerk, Gerhard Schebler, Thomas Schmölz und Manuel Leutner (Freising) für Kino im Schafhof Freising
- 2016: Heinrich Klug (Münchner Philharmoniker), Bluestrings (Puchheim), Sweet Lemon, Ricarda Geary (Oberhaching), Felicia „Fee“ Brembeck, Stefan Stefanov (Lohhof), IG Jazz Ebersberg, Kulturverein Erdweg, Aja von Lerchenhorst, Verein Sovie (Taufkirchen), The Living (Erding), Anton G. Leitner
- 2018: Hedwig Rost und Jörg Baesecke alias "Kleinste Bühne der Welt", Bigband Dachau, Filmgruppe Movie Jam Studios mit dem Film Unvergessen, Anja Uhlig und das KloHäuschen,  Thomas Breitenfellner, Elena Carr (Installationskünstlerin), Florian Hüttner, Kollektiv "Wir sind Paul", Maximilian Leinekugel, Annette Reindel und Team, Barbara Reimold und die Theatergesellschaft unterm Apfelbaum, Thomas Goerge (Regisseur)[5]
- 2021: Hauptpreise: Andrea Fessmann (Landkreis Bad Tölz-Wolfratshausen), Peter Kees (Landkreis Ebersberg), Die Regenschirmpoeten (Landkreis München). Lebenswerk: Hans Prockl (Landkreis Erding). Kultur-Sozialpreis, vergeben vom SZ-Adventskalender: Giulio Salvati für seine Datenbank der Erdinger Zwangsarbeiter (Landkreis Erding), Viktor Schenkel und sein Theater Grenzenlos (München). Weitere Preise: Gebärdenchor Sing & Sign (München), Kamill Lippa (München), Theater 4 (Landkreis Fürstenfeldbruck), Elle-Kollektiv (Landkreis Starnberg), Artistikgruppe Movimento (Landkreis Ebersberg), Schrottgalerie, (Landkreis Ebersberg), Selector Anja Winnes aka Siren Sisters (Landkreis Freising)[6][7]
- 2023: Hauptpreis:  Isabella "Belli" Löscher (Freising), Geschichtswerkstatt Dorfen (Erding), Vanessa Hafenbrädl (Dießen). Lebenswerk: Gisela Geiger. Sozialpreise: Café Blabla (Herrsching), Café Übrig (Freising). Förderpreise: Antonia Leitner (Waakirchen), Verein Stalag Moosburg, Blue Art Multimedia-Theater (Garching), Theresa Hannig, Alte Schule Lauterbach, Albin Zauner (Dorfen), Heini Zapf (Eurasburg).[8]